# COVER PARADE
COVER PARADEはムックのカバー・アルバム。

## 概要
ムックのライブでは、先輩バンドであるcali≠gariの「エロトピア」をはじめ、JITTERIN'JINNの「夏祭り」や井上陽水の「傘がない」などのカバーナンバーが披露されることが多々あった。そのためカバーナンバーを音源化してほしいという要望に応える形で制作されたのが『COVER PARADE』である。実際には、このCDは「日本武道館公演記念特別企画」として2006年6月6日のムック初の日本武道館単独公演に合わせ制作・配布された。このCDには、5曲+αのシングル版『COVER PARADE mini』と11曲+αのアルバム版『COVER PARADE』の2種類が存在する。CD自体は無料であったが、受け取るには以下のアイテムを指定の配布会場に持参することが条件であった。
1. 2006.2.15発売のシングル「ガーベラ」の封入物
2. 2006.4.26発売のアルバム『6』の封入物
3. 2006.5.24発売のシングル「流星」の封入物
4. 2006.6.6 日本武道館公演のチケット
5. 2005.6.9 「ムックの日」に配布されたDVD

以上5点のうち、1-4までを配布会場に持参すれば『COVER PARADE mini』を、1-5の全てを持参すれば『COVER PARADE』を受け取ることが出来た。 配布日時・会場は「2006.6.6 日本武道館敷地内特設テント」と限定され、郵送等他での配布は一切行われなかった。CDのジャケットは一般公募され、メンバーの選んだ1作品がアルバムのジャケットに用いられた。収録曲はメンバーが選んだもののほか、後述のラジオ番組「Midnight 69 City」中でファンからのリクエストを受け付けたが、実際にそれがどの程度反映されたのかは不明である。

## 収録曲

### COVER PARADE
1. 翼をください
2. ワインレッドの心
3. 四季の歌
4. ロマンチスト
5. 素顔
6. 彼と彼女
7. せんちめんたる
8. LA VIE EN ROSE feat.kyo
9. にわか雨session
10. 傘がない
11. なごり雪
12. 九日(セルフカバー)

### COVER PARADE mini
1. なごり雪
2. ワインレッドの心
3. せんちめんたる
4. LA VIE EN ROSE feat.Kyo
5. 傘がない